# Finales WNBA 2021
Navigation
Finales 2020 Finales 2022
Les finales WNBA 2021, officiellement les WNBA Finals'21 presented by YouTube TV est la confrontation entre les deux meilleures équipes de la saison 2021 de la Women's National Basketball Association (WNBA). La finale oppose le Sky de Chicago, sixième tête de série face au Mercury de Phoenix, cinquième tête de série. Le Sky bat le Mercury en 4 matchs, remportant son premier championnat WNBA, ainsi que le premier championnat de basket-ball professionnel d'une équipe de Chicago depuis 1998.
Cette finale n'est que la deuxième fois depuis que la WNBA a changé de format de séries éliminatoires en 2016 que deux équipes de différentes conférences se rencontrent en finale. La fois précédente, c'était en 2018, lorsque les Mystics de Washington affrontent le Storm de Seattle. Cette finale est également la première fois depuis le changement de format où la tête de série numéro un n'atteint pas la finale. C’est aussi la première finale depuis le changement de format où ni la tête de série no 1 ni la tête de série no 2 remporte le championnat.

## Contexte

### Sky de Chicago
Le Sky de Chicago se qualifie pour la finale après avoir terminé sixième au classement de la saison régulière. Les joueuses battent les Wings de Dallas au premier tour, le Lynx du Minnesota au deuxième tour et le Sun du Connecticut 3-1 en demi-finale. Le Sky n'est que la deuxième tête de série non classée parmi les deux premières à se qualifier pour la finale. Les Mystics en 2018 étaient troisième tête de série. Le Sky, sixième tête de série, est également la tête de série la plus basse à se qualifier pour la finale sous le nouveau format des séries éliminatoires. Le Sky est la troisième équipe à se qualifier pour la finale après avoir eu un bilan de saison régulière avec plus de défaites que de victoires. Il s'agit de la deuxième apparition en finale de l'histoire de la franchise pour le Sky, l'autre étant en 2014.

### Mercury de Phoenix
Le Mercury de Phoenix se qualifie pour la finale après avoir terminé cinquième au classement de la saison régulière. Les joueuses battent le Liberty de New York au premier tour, les champions en titre le Storm de Seattle au deuxième tour et la deuxième tête de série numéro deux, les Aces de Las Vegas, 3–2 en demi-finale. Le Mercury est la troisième tête de série non classée parmi les deux premières à se qualifier pour la finale.

## Lieux des Finales
Les deux salles pour ces finales sont : la Wintrust Arena de Chicago et le Footprint Center de Phoenix.
| Sky de Chicago   | \| Chicago Phoenix \| | Mercury de Phoenix |
| Wintrust Arena   | \| Chicago Phoenix \| | Footprint Center   |
| Capacité: 10 387 | \| Chicago Phoenix \| | Capacité: 18 422   |
| Wintrust Arena   | \| Chicago Phoenix \| | Footprint Center   |
| Chicago Phoenix  |                       |                    |

## Résumé de la saison

### Parcours comparés vers les finales WNBA
| Classement | Classement                | Classement | Classement | Classement | Classement | Classement | Classement |
| No         | Franchise                 | Vic.       | Def.       | MJ         | V/D        | GB         |            |
| ---------- | ------------------------- | ---------- | ---------- | ---------- | ---------- | ---------- | ---------- |
| 1          | x - Sun du Connecticut    | 26         | 6          | 32         | .813       | -          |            |
| 2          | x - Aces de Las Vegas     | 24         | 8          | 32         | .750       | 2          |            |
| 3          | x - Lynx du Minnesota     | 22         | 10         | 32         | .688       | 4          |            |
| 4          | x - Storm de Seattle      | 21         | 11         | 32         | .656       | 5          |            |
| 5          | x - Mercury de Phoenix    | 19         | 13         | 32         | .594       | 7          |            |
| 6          | x - Sky de Chicago        | 16         | 16         | 32         | .500       | 10         |            |
| 7          | x - Wings de Dallas       | 14         | 18         | 32         | .438       | 12         |            |
| 8          | x - Liberty de New York   | 12         | 20         | 32         | .375       | 14         |            |
|            |                           |            |            |            |            |            |            |
| 9          | o - Mystics de Washington | 12         | 20         | 32         | .375       | 14         |            |
| 10         | o - Sparks de Los Angeles | 12         | 20         | 32         | .375       | 14         |            |
| 11         | o - Dream d'Atlanta       | 8          | 24         | 32         | .250       | 18         |            |
| 12         | o - Fever de l'Indiana    | 6          | 26         | 32         | .188       | 20         |            |

| Classement | Classement                | Classement | Classement | Classement | Classement | Classement | Classement |
| No         | Franchise                 | Vic.       | Def.       | MJ         | V/D        | GB         |            |
| ---------- | ------------------------- | ---------- | ---------- | ---------- | ---------- | ---------- | ---------- |
| 1          | x - Sun du Connecticut    | 26         | 6          | 32         | .813       | -          |            |
| 2          | x - Aces de Las Vegas     | 24         | 8          | 32         | .750       | 2          |            |
| 3          | x - Lynx du Minnesota     | 22         | 10         | 32         | .688       | 4          |            |
| 4          | x - Storm de Seattle      | 21         | 11         | 32         | .656       | 5          |            |
| 5          | x - Mercury de Phoenix    | 19         | 13         | 32         | .594       | 7          |            |
| 6          | x - Sky de Chicago        | 16         | 16         | 32         | .500       | 10         |            |
| 7          | x - Wings de Dallas       | 14         | 18         | 32         | .438       | 12         |            |
| 8          | x - Liberty de New York   | 12         | 20         | 32         | .375       | 14         |            |
|            |                           |            |            |            |            |            |            |
| 9          | o - Mystics de Washington | 12         | 20         | 32         | .375       | 14         |            |
| 10         | o - Sparks de Los Angeles | 12         | 20         | 32         | .375       | 14         |            |
| 11         | o - Dream d'Atlanta       | 8          | 24         | 32         | .250       | 18         |            |
| 12         | o - Fever de l'Indiana    | 6          | 26         | 32         | .188       | 20         |            |

### Confrontations en saison régulière
Au cours de la saison régulière, les équipes s'affrontent à trois reprises, le Mercury remportant les trois matchs.
| 31 mai 2021 | Rapport | Mercury de Phoenix 84, Sky de Chicago 83 | Mercury de Phoenix 84, Sky de Chicago 83 | Mercury de Phoenix 84, Sky de Chicago 83 |  | Wintrust Arena |

| 4 juin 2021 | Rapport | Sky de Chicago 74, Mercury de Phoenix 77 | Sky de Chicago 74, Mercury de Phoenix 77 | Sky de Chicago 74, Mercury de Phoenix 77 |  | Footprint Center |

| 1er septembre 2021 | Rapport | Sky de Chicago 83, Mercury de Phoenix 103 | Sky de Chicago 83, Mercury de Phoenix 103 | Sky de Chicago 83, Mercury de Phoenix 103 |  | Footprint Center |

## Matchs des Finales
Match 1
La série a commencé à Phoenix, devant une foule de plus de 10000 fans. Le Mercury remporte le premier quart-temps par cinq points, 25-20. Cependant, le Sky remporte le deuxième quart-temps par seize points, 26-10, et prend une avance de onze points à la mi-temps. Le troisième quart est fortement contesté, mais le Mercury ne peut réduire son déficit. Le Sky remporte le quart-temps par deux points, 28-26, et prend une avance de treize points dans la dernière période. Le Sky remporte également le dernier quart-temps par un point, 17-16, et donc le match, par un total de quatorze points.
Le Sky est mené par Kahleah Copper qui marque 21 points et prend 10 rebonds pour réaliser un double-double. L'arrière Courtney Vandersloot réalise aussi un double-double, avec 12 points et 11 passes décisives. Allie Quigley, Candace Parker, Stefanie Dolson et Azurá Stevens marquent toutes plus de dix points pour le Sky. Cependant, aucune autre joueuse du Sky ne marque dans le match. Le Mercury est mené par Brittney Griner avec 20 points, Diana Taurasi avec 17 points et Skylar Diggins-Smith avec 15 points.
| 10 octobre 2022 15h00 EDT | Rapport | Mercury de Phoenix 77, Sky de Chicago 91                         | Mercury de Phoenix 77, Sky de Chicago 91 | Mercury de Phoenix 77, Sky de Chicago 91                          |  | Footprint Center Affluence : 10,191 Arbitres : Eric Brewton, Cheryl Flores, Isaac Barnett, Tiffany Bird | ABC, SN/NBA TV Canada |
| 10 octobre 2022 15h00 EDT | Rapport | Score par quart-temps : 25–20, 10–26, 26–28, 16–17               |                                          |                                                                   |  | Footprint Center Affluence : 10,191 Arbitres : Eric Brewton, Cheryl Flores, Isaac Barnett, Tiffany Bird | ABC, SN/NBA TV Canada |
| 10 octobre 2022 15h00 EDT | Rapport | Score par mi-temps : 35-46, 42-45                                |                                          |                                                                   |  | Footprint Center Affluence : 10,191 Arbitres : Eric Brewton, Cheryl Flores, Isaac Barnett, Tiffany Bird | ABC, SN/NBA TV Canada |
| 10 octobre 2022 15h00 EDT | Rapport | Brittney Griner (20) Brianna Turner (9) Skylar Diggins-Smith (4) | Points Rebonds Passes d.                 | Kahleah Copper (21) Kahleah Copper (10) Courtney Vandersloot (11) |  | Footprint Center Affluence : 10,191 Arbitres : Eric Brewton, Cheryl Flores, Isaac Barnett, Tiffany Bird | ABC, SN/NBA TV Canada |
| 10 octobre 2022 15h00 EDT | Rapport | Chicago méne la série 1 à 0                                      |                                          |                                                                   |  | Footprint Center Affluence : 10,191 Arbitres : Eric Brewton, Cheryl Flores, Isaac Barnett, Tiffany Bird | ABC, SN/NBA TV Canada |

Match 2
Plus de 13000 fans sont présents pour le match deux à Phoenix. Le Sky gagne le premier quart-temps de six points, 26-20. Cependant, le Mercury revient dans le deuxième quart-temps qu'il remporte de six points, 20-14. À la mi-temps, le match est à égalité. Le Sky remporte le troisième quart-temps par six points, 23-17. Le Mercury gagne le quatrième quart-temps de six points, 22-16 pour forcer la prolongation. Le Mercury gagne la période de prolongation de cinq points, 12 à 7.
Le Mercury a quatre joueuses qui ont marqué plus de dix points, dont Brittney Griner avec 29 points. Diana Taurasi marque 20 points, Skylar Diggins-Smith 13 points et Shey Peddy 10 points en sortie de banc. Quatre joueuses du Sky marquent plus de dix points, donc Courtney Vandersloot avec 20 points. Allie Quigley marque 19 points, Kahleah Copper marque 15 points et Candace Parker, 13 points. Cinq joueuses enregistrent neuf rebonds dans le match, laissant trois joueuses à un rebond d’un double-double.
| 13 octobre 2022 21h00 EDT | Rapport | Mercury de Phoenix 91, Sky de Chicago 86                         | Mercury de Phoenix 91, Sky de Chicago 86 | Mercury de Phoenix 91, Sky de Chicago 86                               | OT | Footprint Center Affluence : 13,685 Arbitres : Roy Gulbeyan, Tim Greene, Tiffany Bird, Tiara Cruse | ESPN, TSN2 |
| 13 octobre 2022 21h00 EDT | Rapport | Score par quart-temps : 20–26, 20–14, 17–23, 22–16, OT : 12–7    |                                          |                                                                        | OT | Footprint Center Affluence : 13,685 Arbitres : Roy Gulbeyan, Tim Greene, Tiffany Bird, Tiara Cruse | ESPN, TSN2 |
| 13 octobre 2022 21h00 EDT | Rapport | Score par mi-temps : 40-40, 39-39                                |                                          |                                                                        | OT | Footprint Center Affluence : 13,685 Arbitres : Roy Gulbeyan, Tim Greene, Tiffany Bird, Tiara Cruse | ESPN, TSN2 |
| 13 octobre 2022 21h00 EDT | Rapport | Brittney Griner (29) Deux joueuses (9) Skylar Diggins-Smith (12) | Points Rebonds Passes d.                 | Courtney Vandersloot (20) Trois joueuses (9) Courtney Vandersloot (14) | OT | Footprint Center Affluence : 13,685 Arbitres : Roy Gulbeyan, Tim Greene, Tiffany Bird, Tiara Cruse | ESPN, TSN2 |
| 13 octobre 2022 21h00 EDT | Rapport | Égalité dans la série 1 à 1                                      |                                          |                                                                        | OT | Footprint Center Affluence : 13,685 Arbitres : Roy Gulbeyan, Tim Greene, Tiffany Bird, Tiara Cruse | ESPN, TSN2 |

Match 3
La série part à Chicago pour le troisième match et le Sky remporte le premier quart-temps par neuf points, 20-11. Le Sky poursuit sa domination dans le deuxième quart-temps, remportant celui-ci par treize points, 26-13. Le Sky prend ainsi une avance de vingt-deux points à la mi-temps. Cette avance égale la plus grande avance jamais enregistrée en finale de la WNBA. Avec une telle avance, le Sky remporte le troisième quart par deux points et le quatrième quart par douze points pour gagner le match par trente-six points.
Le Sky a trois joueuses qui marquent plus de dix points, dont Kahleah Copper avec 22 points. Candace Parker marque 13 points et Diamond DeShields en ajoute 11 en sortie de banc. Courtney Vandersloot enregistre 10 passes décisives. Une seule joueuse du Mercury dépasse les dix point : Brittney Griner avec 16 points.
| 15 octobre 2022 21h00 EDT | Rapport | Sky de Chicago 86, Mercury de Phoenix 50                        | Sky de Chicago 86, Mercury de Phoenix 50 | Sky de Chicago 86, Mercury de Phoenix 50                         |  | Wintrust Arena Affluence : 10,387 Arbitres : Michael Price, Billy Smith, Maj Forsberg, Isaac Barnett | ESPN2, TSN2 |
| 15 octobre 2022 21h00 EDT | Rapport | Score par quart-temps : 20–11, 26–13, 16–14, 24–12              |                                          |                                                                  |  | Wintrust Arena Affluence : 10,387 Arbitres : Michael Price, Billy Smith, Maj Forsberg, Isaac Barnett | ESPN2, TSN2 |
| 15 octobre 2022 21h00 EDT | Rapport | Score par mi-temps : 46-24, 40-26                               |                                          |                                                                  |  | Wintrust Arena Affluence : 10,387 Arbitres : Michael Price, Billy Smith, Maj Forsberg, Isaac Barnett | ESPN2, TSN2 |
| 15 octobre 2022 21h00 EDT | Rapport | Kahleah Copper (22) Azurá Stevens (6) Courtney Vandersloot (10) | Points Rebonds Passes d.                 | Brittney Griner (16) Brianna Turner (7) Skylar Diggins-Smith (3) |  | Wintrust Arena Affluence : 10,387 Arbitres : Michael Price, Billy Smith, Maj Forsberg, Isaac Barnett | ESPN2, TSN2 |
| 15 octobre 2022 21h00 EDT | Rapport | Chicago méne la série 2 à 1                                     |                                          |                                                                  |  | Wintrust Arena Affluence : 10,387 Arbitres : Michael Price, Billy Smith, Maj Forsberg, Isaac Barnett | ESPN2, TSN2 |

Match 4
Le premier quart-temps est serré et Phoenix le remporte par trois points, 28-25. Le Mercury continue sur sa lancée et gagne le deuxième quart-temps par quatre points, 16-12, pour prendre une avance de sept points à la mi-temps. Les joueuses augmentent cette avance en remportant le troisième quart-temps de deux points, 19-17. Cependant, le Sky fait un retour dans le quatrième quart-temps, remportant le quart-temps par quinze points pour effacer l’avance de neuf points du Mercury. Le Sky gagne le match par six points, et obtient son premier titre WNBA.
Le Sky a quatre joueuses à plus de dix point, dont Allie Quigley qui marque 26 points. Candace Parker ajoute 16 points, et Kahleah Copper et Courtney Vandersloot marquent 10 points. Parker et Vandersloot réalisent un double-double chacune. Parker prend 13 rebonds et Vandersloot effectue 15 passes décisives. Le Mercury a trois joueuses qui marquent plus de dix point, dont Brittney Griner avec 28 points. Diana Taurasi et Skylar Diggins-Smith marquent toutes les deux 16 points.
| 17 octobre 2022 15h00 EDT | Rapport | Sky de Chicago 80, Mercury de Phoenix 74                         | Sky de Chicago 80, Mercury de Phoenix 74 | Sky de Chicago 80, Mercury de Phoenix 74                          |  | Wintrust Arena Affluence : 10,387 Arbitres : Roy Gulbeyan, Eric Brewton, Tiara Cruse, Isaac Barnett | ESPN, SN/NBA TV Canada |
| 17 octobre 2022 15h00 EDT | Rapport | Score par quart-temps : 25–28, 12–16, 17–19, 26–11               |                                          |                                                                   |  | Wintrust Arena Affluence : 10,387 Arbitres : Roy Gulbeyan, Eric Brewton, Tiara Cruse, Isaac Barnett | ESPN, SN/NBA TV Canada |
| 17 octobre 2022 15h00 EDT | Rapport | Score par mi-temps : 37-44, 43-30                                |                                          |                                                                   |  | Wintrust Arena Affluence : 10,387 Arbitres : Roy Gulbeyan, Eric Brewton, Tiara Cruse, Isaac Barnett | ESPN, SN/NBA TV Canada |
| 17 octobre 2022 15h00 EDT | Rapport | Allie Quigley (26) Candace Parker (13) Courtney Vandersloot (15) | Points Rebonds Passes d.                 | Brittney Griner (28) Brianna Turner (12) Skylar Diggins-Smith (8) |  | Wintrust Arena Affluence : 10,387 Arbitres : Roy Gulbeyan, Eric Brewton, Tiara Cruse, Isaac Barnett | ESPN, SN/NBA TV Canada |
| 17 octobre 2022 15h00 EDT | Rapport | Chicago remporte le titre 3 à 1                                  |                                          |                                                                   |  | Wintrust Arena Affluence : 10,387 Arbitres : Roy Gulbeyan, Eric Brewton, Tiara Cruse, Isaac Barnett | ESPN, SN/NBA TV Canada |

## Récompense
- MVP des Finales WNBA :  Kahleah Copper (Sky de Chicago)[6]

## Pour approfondir